# Owen County (Kentucky)
Owen County ist ein County im Bundesstaat Kentucky der Vereinigten Staaten. Das U.S. Census Bureau hat bei der Volkszählung 2020 eine Einwohnerzahl von 11.278 ermittelt.
Der Verwaltungssitz (County Seat) ist Owenton. Das County gehört zu den Dry Countys, was bedeutet, dass der Verkauf von Alkohol eingeschränkt oder verboten ist.

## Geographie
Das County liegt im Norden von Kentucky, ist im Nordwesten etwa 10 km von Indiana entfernt und hat eine Fläche von 917 Quadratkilometern, wovon fünf Quadratkilometer Wasserfläche sind. Es grenzt im Uhrzeigersinn an folgende Countys: Carroll County, Gallatin County, Grant County, Scott County, Franklin County und Henry County.

## Geschichte
Owen County wurde am 6. Februar 1819 aus Teilen des Franklin County, Gallatin County und Scott County gebildet. Benannt wurde es nach Colonel Abraham Owen, der bei der Schlacht von Tippecanoe gefallen ist.
17 Bauwerke und Stätten des Countys sind im National Register of Historic Places eingetragen (Stand 19. Oktober 2017).

## Demografische Daten
Nach der Volkszählung im Jahr 2000 lebten im Owen County 10.547 Menschen. Davon wohnten 110 Personen in Sammelunterkünften, die anderen Einwohner lebten in 4.086 Haushalten und 2.995 Familien. Die Bevölkerungsdichte betrug 12 Einwohner pro Quadratkilometer. Ethnisch betrachtet setzte sich die Bevölkerung zusammen aus 97,03 Prozent Weißen, 1,13 Prozent Afroamerikanern, 0,27 Prozent amerikanischen Ureinwohnern, 0,23 Prozent Asiaten, 0,02 Prozent Bewohnern aus dem pazifischen Inselraum und 0,46 Prozent aus anderen ethnischen Gruppen; 0,85 Prozent stammten von zwei oder mehr Ethnien ab. 1,00 Prozent der Bevölkerung waren spanischer oder lateinamerikanischer Abstammung.
Von den 4.086 Haushalten hatten 33,4 Prozent Kinder und Jugendliche unter 18 Jahre, die bei ihnen lebten. 60,7 Prozent waren verheiratete, zusammenlebende Paare, 8,0 Prozent waren allein erziehende Mütter, 26,7 Prozent waren keine Familien, 23,1 Prozent waren Singlehaushalte und in 10,7 Prozent lebten Menschen im Alter von 65 Jahren oder darüber. Die Durchschnittshaushaltsgröße betrug 2,55 und die durchschnittliche Familiengröße lag bei 3,00 Personen.
Auf das gesamte County bezogen setzte sich die Bevölkerung zusammen aus 25,5 Prozent Einwohnern unter 18 Jahren, 8,4 Prozent zwischen 18 und 24 Jahren, 28,0 Prozent zwischen 25 und 44 Jahren, 24,1 Prozent zwischen 45 und 64 Jahren und 14,0 Prozent waren 65 Jahre alt oder darüber. Das Durchschnittsalter betrug 38 Jahre. Auf 100 weibliche Personen kamen 100,5 männliche Personen. Auf 100 Frauen im Alter von 18 Jahren alt oder darüber kamen statistisch 97,8 Männer.
Das jährliche Durchschnittseinkommen eines Haushalts betrug 33.310 US-Dollar, das Durchschnittseinkommen der Familien betrug 38.844 USD. Männer hatten ein Durchschnittseinkommen von 29.329 USD, Frauen 21.426 USD. Das Pro-Kopf-Einkommen betrug 15.521 USD. 12,1 Prozent der Familien und 15,5 Prozent der Bevölkerung lebten unterhalb der Armutsgrenze. Davon waren 17,1 Prozent Kinder oder Jugendliche unter 18 Jahre und 19,9 Prozent waren Menschen über 65 Jahre.

## Orte im County
- Beechwood
- Breck
- Bromley
- Canby
- Cull
- Eagle Hill
- Fairbanks
- Gratz
- Hallam
- Harmony
- Hensley Ford
- Hesler
- Holiday Ford
- Long Ridge
- Monterey
- Moxley
- Natlee
- Needmore
- New
- New Columbus
- New Liberty
- Owenton
- Perry Park
- Pleasant Home
- Poplar Grove
- Rockdale
- Sparta
- Squiresville
- Sweet Owen
- Tacketts Mill
- Teresita
- Wheatley